# LXRT
LXRT es un API para RTAI que hace posible el desarrollo de aplicaciones de tiempo real en el espacio de usuario sin tener que crear módulos para el núcleo. 
Esto es útil en primer lugar porque el espacio de memoria destinado al núcleo no está protegido de accesos inválidos, lo que puede provocar la corrupción de datos y el mal funcionamiento del núcleo Linux. 
En segundo lugar, si el núcleo es actualizado, los módulos necesitan ser recompilados lo que puede provocar que sean incompatibles con la nueva versión.
- Datos: Q2917277